# Bernay-Vilbert
Bernay-Vilbert ist eine französische Gemeinde mit 991 Einwohnern (Stand: 1. Januar 2022) im Département Seine-et-Marne in der Region Île-de-France. Sie gehört zum Arrondissement Provins und zum Kanton Fontenay-Trésigny (bis 2015: Kanton Rozay-en-Brie). Die Einwohner werden Bernéens-Vilbertiens genannt.

## Geographie
Bernay-Vilbert liegt etwa 48 Kilometer ostsüdöstlich von Paris am Fluss Yerres, in den hier der Yvron einmündet. Durch die Gemeinde führt die Route nationale 4. Umgeben wird Bernay-Vilbert von den Nachbargemeinden Lumigny-Nesles-Ormeaux im Norden, Rozay-en-Brie im Nordosten, Voinsles im Osten, La Chapelle-Iger im Südosten, Courpalay im Süden, Courtomer im Süden und Südwesten, Chaumes-en-Brie im Westen sowie Fontenay-Trésigny im Nordwesten.

## Bevölkerungsentwicklung
| Jahr                      | 1962 | 1968 | 1975 | 1982 | 1990 | 1999 | 2006 | 2013 |
| Einwohner                 | 234  | 231  | 416  | 509  | 629  | 755  | 814  | 845  |
| Quelle: Cassini und INSEE |      |      |      |      |      |      |      |      |

## Sehenswürdigkeiten
Siehe auch: Liste der Monuments historiques in Bernay-Vilbert
- Kirche Saint-Pierre in Bernay, Monument historique seit 1914
- Kirche Notre-Dame-de-l'Assomption in Vilbert
- Waschhaus aus dem 18. Jahrhundert

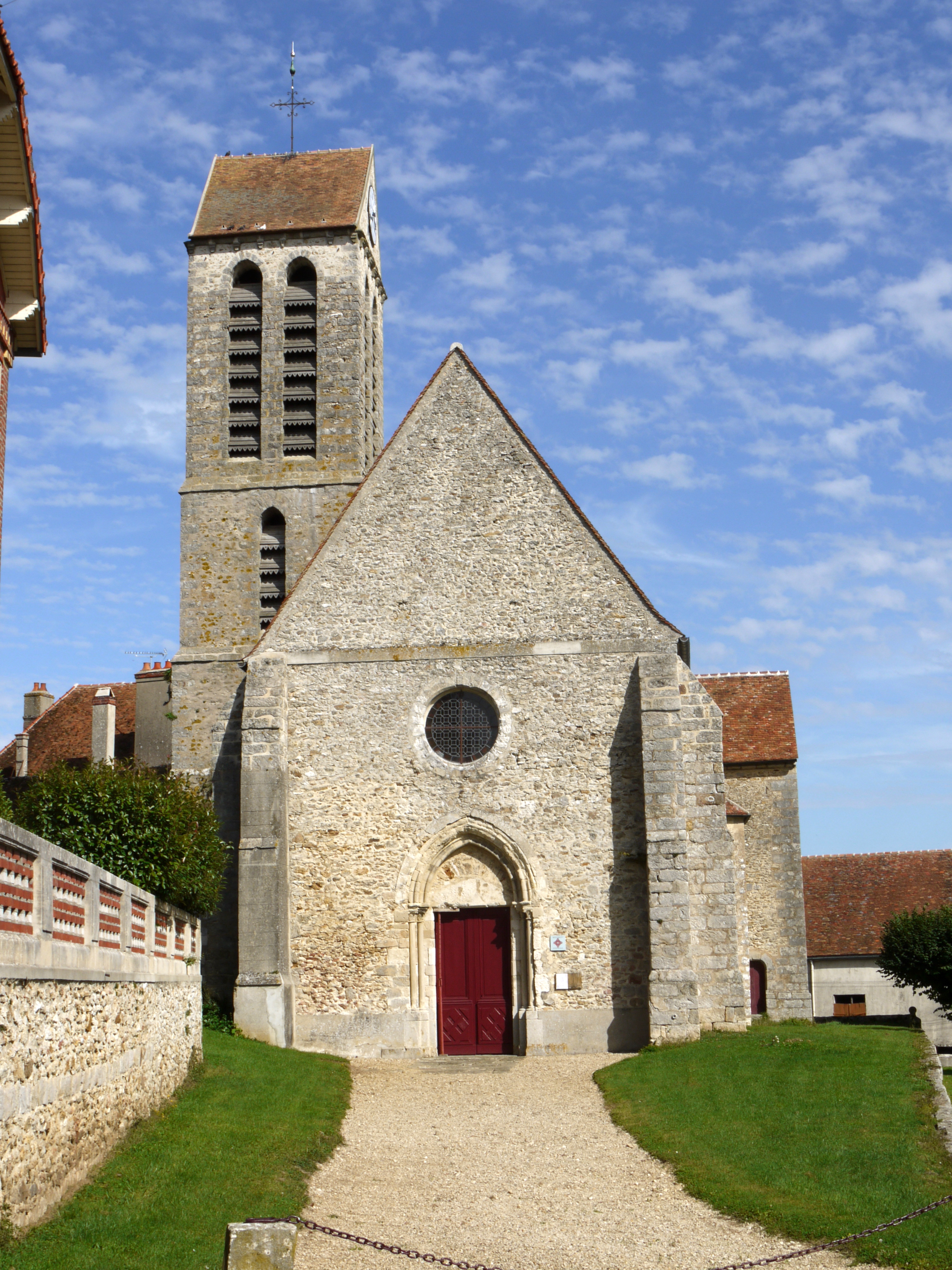
Kirche Saint-Pierre
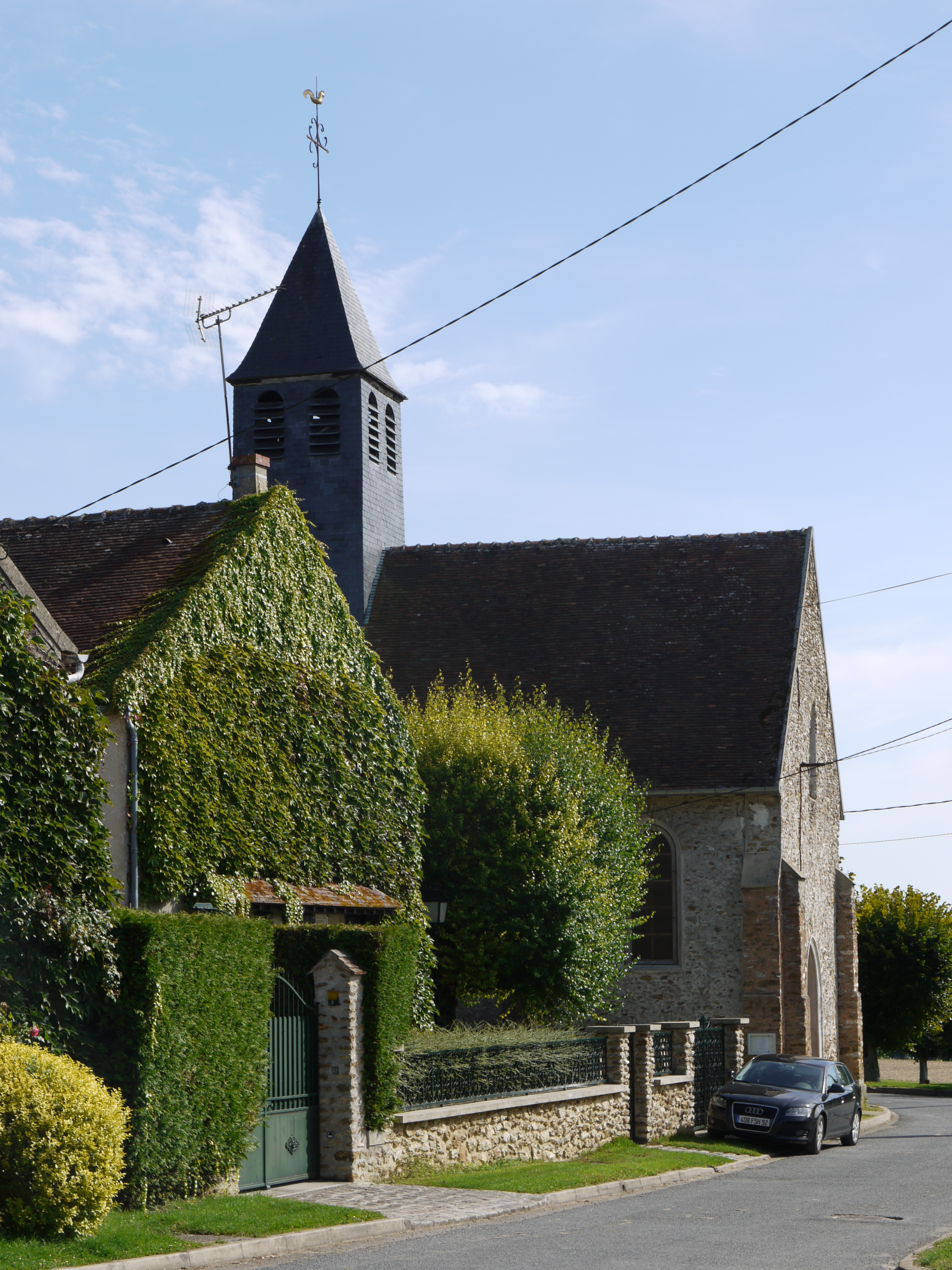
Kirche Notre-Dame-de-l'Assomption